# Kadesj

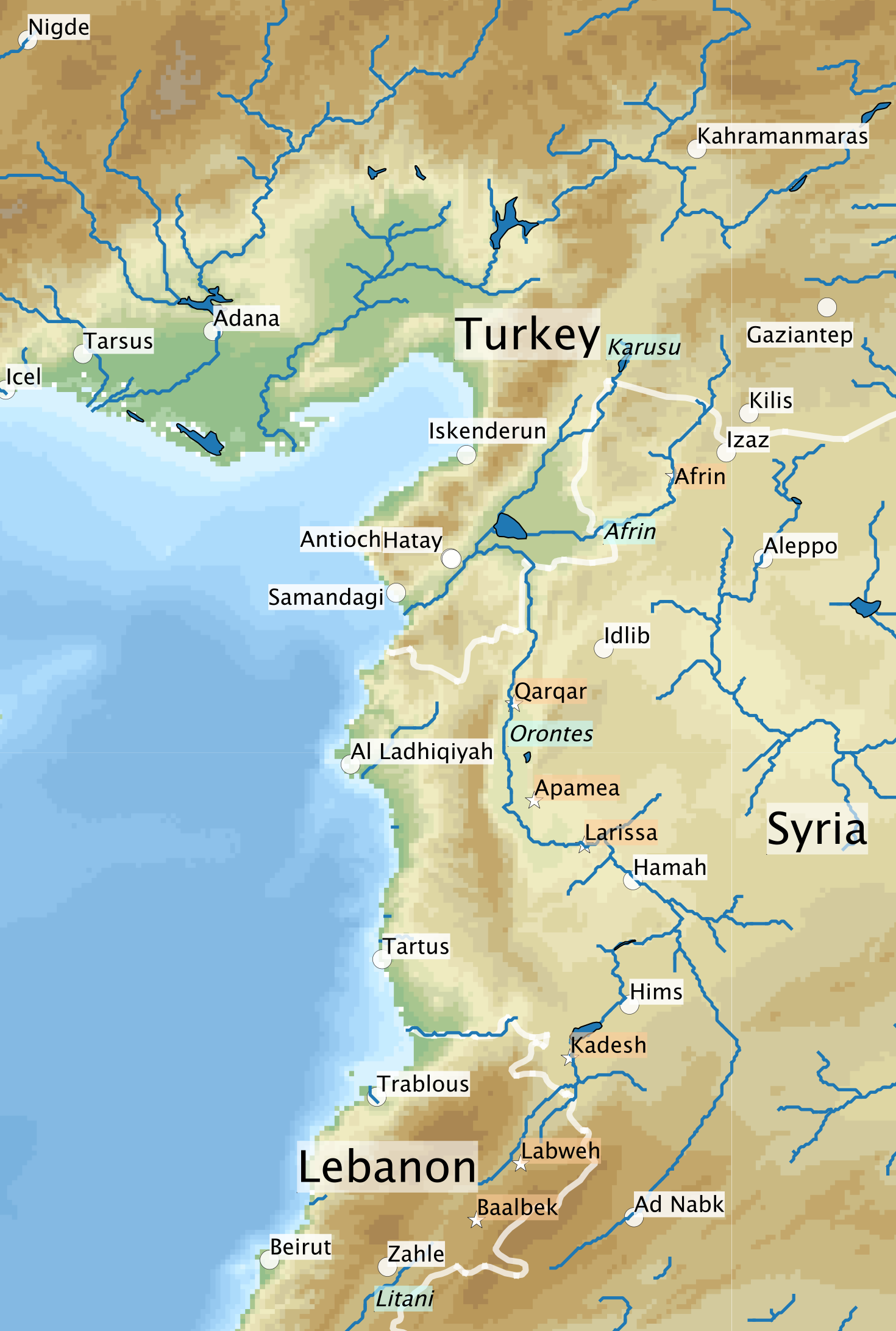
Kaart van de Orontes rivier met de ligging van Kadesj

Kadesj (ook Qadesh), oorspronkelijk uit het West-Semitisch (Kanaänitische)  Q-D-S wat "heilig" betekent, was een oude stad in de Levant, aan de bovenloop van de rivier de Orontes. Het was van enig belang tijdens de Midden- en Late-Bronstijd en staat vermeld in de Amarnabrieven. Het was de plaats waar de slag tussen de Hettitische en Egyptische legers in de 13e eeuw v. Chr. plaatsvond.
Kadesj wordt geïdentificeerd met de ruïnes van Tell Nebi Mend, 24 kilometer ten zuidwesten van de stad Homs in de buurt van al-Qusayr en grenzend aan het hedendaagse Syrische dorp Tell al-Nabi Mando. Oude teksten lokaliseren Kadesj in de buurt van Toenip in het land van de Amurru.